# Oligopolio
Un oligopolio (del antiguo griego ὀλίγος (olígos) "pocos" πωλεῖν (poleín) "vender") es una forma de mercado en la que un mercado o industria está dominado por un pequeño número de grandes vendedores (oligopolios). Los oligopolios pueden resultar de diversas formas de colusión que reducen la competencia y conducen a precios más altos para los consumidores. El oligopolio tiene su propia estructura de mercado.
Con pocos vendedores, es probable que cada oligopolio sea consciente de las acciones de los demás. Según la teoría de juego, las decisiones de una firma por lo tanto influyen y son influenciadas por decisiones de otras firmas. La planificación estratégica de los oligopolios debe tener en cuenta las respuestas probables del otro mercado. Las barreras de entrada incluyen alta inversión requerida, fuerte lealtad de los consumidores para las marcas existentes y economías de escala.  

## Descripción
El oligopolio es una forma común de mercado en la que pocas empresas están en competencia. Como descripción cuantitativa del oligopolio, a menudo se utiliza el ratio de concentración de cuatro firmas. Esta medida expresa, como porcentaje, la cuota de mercado de las cuatro empresas más grandes de cualquier industria en particular. Por ejemplo, a partir del cuarto trimestre de 2008, Si combinamos la cuota total de mercado de Verizon Wireless, AT&T, Sprint y T-Mobile, vemos que estas firmas, juntas, controlan el 97% del mercado de telefonía celular estadounidense.
La competencia oligopolica puede dar lugar a resultados amplios y diversos. En algunas situaciones, las empresas particulares pueden emplear prácticas comerciales restrictivas (colusión, participación en el mercado, etc.) con el fin de inflar los precios y restringir la producción de la misma manera que lo hace un monopolio. Siempre que hay un acuerdo formal para tal colusión, entre las compañías que compiten generalmente el uno con el otro, esta práctica se conoce como cártel. Un buen ejemplo de este tipo de cártel es la OPEP, que tiene una profunda influencia en el precio internacional del petróleo.
Las empresas a menudo coludieron en un intento de estabilizar los mercados inestables, con el fin de reducir los riesgos inherentes a estos mercados para la inversión y el desarrollo de productos. En la mayoría de los países existen restricciones legales a estas colusiones. No tiene que haber un acuerdo formal para que se realice la colusión (aunque para que el acto sea ilegal debe haber una comunicación real entre las empresas) – por ejemplo, en algunas industrias puede haber un líder de mercado reconocido que establece informalmente los precios a los que responden otros productores, conocidos como liderazgo de precios.
En otras situaciones, la competencia entre vendedores en un oligopolio puede ser feroz, con precios relativamente bajos y alta producción. Esto podría llevar a un resultado eficiente que se aproxime a la competencia perfecta. La competencia en un oligopolio puede ser mayor cuando hay más empresas en una industria que si, por ejemplo, las firmas solo se basan en la región y no compiten directamente entre sí.
Por lo tanto, el análisis de bienestar de los oligopolios es sensible a los valores de los parámetros utilizados para definir la estructura del mercado. En particular, el nivel de pérdida de peso muerto es difícil de medir. El estudio de la diferenciación de producto indica que los oligopolios también podrían crear niveles excesivos de diferenciación para sofocar la competencia.
La teoría del oligopolio hace un uso intensivo de la teoría de juegos para modelar el comportamiento de los oligopolios:
- El duopolio de Stackelberg. En este modelo, las empresas se mueven secuencialmente (ver competencia de Stackelberg).
- El duopolio de Cournot. En este modelo, las firmas eligen simultáneamente cantidades (ver competencia de Cournot).
- El oligopolio de Bertrand. En este modelo, las firmas eligen simultáneamente los precios (ver la competencia de Bertrand).

## Modelos de oligopolio
No existe una teoría general de oligopolio, sino modelos de situaciones oligopolísticas especiales de los diferentes grupos los monopolios y los duopolios, que ofrecen indicaciones sobre posibles tipos de conducta, para cada caso concreto. Por ejemplo:  las compañías eléctricas en España, y las grandes distribuidoras de combustible: Repsol, Campsa, Petronor, etc.[cita requerida] Las situaciones de oligopolio se presentan por lo regular cuando en una industria las economías de escala son muy grandes y es necesario realizar muy fuertes inversiones para entrar al mercado; también ello ocurre para cierto tipo de bienes y servicios que son comprados sobre la base del prestigio o tradición de ciertas marcas bien establecidas o cuando, por razones legales o administrativas, se dificulta la entrada de nuevos competidores en un mercado.

## Teoría de juegos
Generalmente, cuando se aplica la teoría de juegos, se supone que cada empresa puede tomar decisiones en un conjunto de decisiones propias, y que, dependiendo de cuales toma esa empresa y las demás,  obtendrán un determinado resultado. A veces esto se puede representar como que cada empresa tiene una curva de reacción a las acciones de las demás empresas. Por ejemplo, si el resto de las empresas tomaran una serie de decisiones, y nuestra empresa en cuestión conociera (supuesto bastante fuerte, desde luego) qué decisiones han tomado las demás, para poder obtener ella el máximo beneficio debería de tomar ciertas decisiones a su vez, que dependen de las tomadas por las demás.
Hipotéticamente, si las curvas de reacción de todas las empresas se cruzaran en algún sitio, ese conjunto de decisiones para todas las empresas implicadas implicaría el equilibrio del juego, porque todas las empresas estarían a la vez haciendo lo mejor para sí mismas dado lo que están haciendo el resto de las empresas. Esto es lo que se conoce como Equilibrio de "Nash".
No obstante, un caso común también es que alguna de las empresas sea Líder y las demás Seguidoras. En este caso, en vez de suponerse que se va a alcanzar un equilibrio en el que todas las empresas más o menos llegan simultáneamente a esa situación de equilibrio, la ventaja de la empresa Líder (por ejemplo, por tener alguna ventaja empresarial aplastante sobre las otras empresas) le lleva a tomar primero una decisión ante la cual responden, o sea, la toman después, las seguidoras. Esto es lo que lleva a la Líder a tener en cuenta, para cada decisión, que las seguidoras van a responder de una determinada manera, por lo que reajusta su forma de decidir teniendo en cuenta cuales serán las decisiones de las demás, como si en cierto modo también las pudiera controlar a ellas y ponerlas al servicio de su propio beneficio.
Otro caso posible es el de la colusión. Es cuando las empresas en el oligopolio se ponen de acuerdo para actuar coordinadamente a la hora de ofertar sus bienes y de poner sus precios, con lo que logran mayor beneficio total para cada una de ellas que cuando actúan por separado, lo que en ocasiones lleva a una situación parecida, desde el punto de vista de los consumidores, a la del monopolio. Poniendo como extremos el monopolio y la competencia perfecta, definimos el oligopolio como aquella situación de mercado en la que existen un pequeño número de productores. De este modo, consiguen poder de mercado y establecen un precio más alto y una cantidad menor.
Este es un caso muy similar al monopolio, sin embargo, el poder no se concentra en un solo productor, como sucede en el monopolio, sino en un grupo pequeño de productores.

## Características

#### Condiciones de maximización de ganancias
Un oligopolio maximiza las ganancias.

#### Capacidad de fijar precio
Los oligopolios son fijadores de precios en lugar de los que toman los precios.

#### Entrada y salida
Las barreras de entrada son altas. Las barreras más importantes son las licencias del gobierno, las economías de escala, las patentes, el acceso a la tecnología costosa y compleja, y las   acciones estratégicas de las firmas de incumbencia diseñadas para desalentar o destruir empresas nacientes. Otras fuentes de obstáculos a la entrada a menudo resultan de la reglamentación gubernamental que favorece a las empresas existentes que dificultan la entrada en el mercado de nuevas firmas.

#### Número de firmas
"Pocos" – un "puñado" de vendedores. Hay tan pocas firmas que las acciones de una firma pueden influir en las acciones de las otras firmas.

#### Beneficios a largo plazo
Los oligopolios pueden retener beneficios anormales a largo plazo. Las altas barreras de entrada impiden que las firmas marginales entren al mercado para capturar ganancias excesivas.

#### Diferenciación de producto
El producto puede ser homogéneo (acero) o diferenciado (automóviles).

#### Conocimiento perfecto
Las suposiciones sobre el conocimiento perfecto varían pero el conocimiento de varios factores económicos se puede describir generalmente como selectivo. Los oligopolios tienen un conocimiento perfecto de sus propias funciones de costo y demanda, pero su información entre empresas puede estar incompleta. Los compradores tienen solamente conocimiento perfecto en cuanto a precio, coste y calidad del producto.

#### Interdependencia
La característica distintiva de un oligopolio es la interdependencia. Los oligopolios se componen típicamente de algunas grandes firmas. Cada empresa es tan grande que sus acciones afectan las condiciones del mercado. Por lo tanto, las firmas competidoras serán conscientes de las acciones del mercado de una firma y responderán apropiadamente. Esto significa que al contemplar una acción de mercado, una empresa debe tener en cuenta las posibles reacciones de todas las firmas competidoras y de los contramovimientos de la empresa. Se parece mucho a un juego de ajedrez, en el que un jugador debe prever toda una secuencia de movimientos y contramovimientos para determinar cómo alcanzar sus objetivos; esto se conoce como teoría de juegos. Por ejemplo, un oligopolio que considere una reducción de precios puede desear estimar la probabilidad de que las empresas competidoras también reduzcan sus precios y posiblemente provoquen una guerra de precios desastrosa. O si la empresa está considerando un aumento de precios, tal vez quiera saber si otras firmas también aumentarán los precios o mantendrán constantes los precios existentes. Esta anticipación lleva a la rigidez de los precios ya que las empresas solo estarán dispuestas a ajustar sus precios y la cantidad de la producción de acuerdo con un "líder de precio" en el mercado. Este alto grado de interdependencia y necesidad de ser consciente de lo que otras empresas están haciendo o podrían hacer es contrastarse con la falta de interdependencia en otras estructuras del mercado. En un mercado perfectamente competitivo (PC) hay una interdependencia cero porque ninguna empresa es lo suficientemente grande como para afectar el precio del mercado. Todas las firmas en un mercado de PC son tomadores de precios, ya que el precio actual de venta de mercado puede ser seguido predeciblemente para maximizar las ganancias a corto plazo. En un monopolio, no hay competidores que preocuparse. En un mercado monopolisticamente competitivo, los efectos de cada empresa en las condiciones del mercado son tan insignificantes como para ser ignorados con seguridad por los competidores.

#### Competencia sin precios
Los oligopolios tienden a competir en términos distintos al precio. Los esquemas de lealtad, la publicidad y la diferenciación de productos son ejemplos de competencia sin precio.

## Oligopolios en países con leyes de competencia
Los oligopolios se vuelven "maduros" cuando se dan cuenta de que pueden maximizar el beneficio a través de la maximización de ganancias conjuntas. Como resultado de la operación en países con leyes de competencia forzadas, los oligopolios operarán bajo colusión tácita, siendo connivencia a través de un entendimiento de que si todos los competidores en el mercado aumentan sus precios, entonces colectivamente todos los competidores puede alcanzar beneficios económicos cerca de un monopolista, sin evidencia de la violación de las regulaciones del mercado del gobierno. Por lo tanto, la curva de demanda retorcida para un beneficio conjunto que maximiza la industria de oligopolio puede modelar los comportamientos de los oligopolios que toman decisiones de precios diferentes a la del líder de precios (el líder de precios es la firma que todas las demás empresas siguen en términos de decisiones de precios). Esto se debe a que si una empresa levanta unilateralmente los precios de su bien/servicio, y otros competidores no siguen entonces, la empresa que elevó su precio perderá entonces un mercado significativo a medida que se enfrentan al segmento superior elástico de la curva de demanda. A medida que la maximización de las ganancias conjuntas logra mayores beneficios económicos para todas las empresas, existe un incentivo para que una empresa individual "engañe" al expandir la producción para obtener mayor cuota de mercado y ganancias. En el engaño de los oligopolios, y la empresa incumbente que descubre esta brecha en connivencia, las otras firmas en el mercado tomarán represalias coincidentes o cayendo precios más bajos que la caída original. Por lo tanto, la cuota de mercado que la empresa que bajó el precio ganado, tendrá esa ganancia minimizada o eliminada. Esta es la razón por la cual, en el modelo de curva de demanda retorcida, el segmento inferior de la curva de demanda es inelástico. Como resultado, la rigidez de los precios prevalece en dichos mercados.

## Curva de demanda
En un oligopolio, las empresas operan bajo una competencia imperfecta. Con la feroz competitividad de los precios creada por esta curva de demanda pegajosa hacia arriba, las empresas utilizan la competencia sin precio para aumentar los ingresos y la cuota de mercado.
Las curvas de demanda "retorcidas" son similares a las curvas de demanda tradicionales, ya que están inclinadas hacia abajo. Se distinguen por una curva convexa hipotética con una discontinuidad en la curva – "pliegue". Así el primer derivado en ese punto es indefinido y conduce a una discontinuidad del salto en la curva marginal del rédito.
La teoría económica clásica asume que un productor de maximización de ganancias con cierto poder de mercado (ya sea debido al oligopolio o a la competencia monopolística) fijará costos marginales iguales a los ingresos marginales. Esta idea puede ser visualizada gráficamente por la intersección de una curva de coste marginal de pendiente positiva y una curva marginal de pendiente negativa de ingresos marginales (porque cuanto más se vende, menor debe ser el precio, de modo que cuanto menos gana un productor por unidad). En teoría clásica, cualquier cambio en la estructura de costos marginales (cuánto cuesta hacer cada unidad adicional) o la estructura de ingresos marginales (cuánta gente pagará por cada unidad adicional) se reflejará inmediatamente en un nuevo precio y/o cantidad vendida del artículo. Este resultado no se produce si existe una "pliegue". Debido a esta discontinuidad de salto en la curva de ingresos marginales, los costos marginales podrían cambiar sin necesariamente cambiar el precio o la cantidad.
La motivación detrás de este pliegue es la idea de que en un mercado de oligopolístico o monopolistamente competitivo, las empresas no aumentarán sus precios porque incluso un pequeño aumento de precios perderá muchos clientes. Esto se debe a que los competidores generalmente no tomarán atención a los aumentos de precios, con la esperanza de obtener una mayor cuota de mercado como resultado de ahora tener precios comparativamente más bajos. Sin embargo, incluso una gran disminución de los precios ganará solo unos pocos clientes, porque tal acción comenzará una guerra de precios con otras firmas. La curva es por lo tanto más elástica de precios para los aumentos de precios y menos para las reducciones de precios. La teoría predice que las firmas entrarán en la industria a largo plazo.